# باولو بونزو
باولو بونزو (بالإيطالية: Paolo Ponzo)‏ (11 مارس 1972 في إيطاليا - 24 مارس 2013 في إيطاليا) هو لاعب كرة قدم إيطالي في مركز الوسط. لعب مع نادي تشيزينا ونادي جنوى ونادي رافينا ونادي ريجيانا 1919 ونادي سبيزيا ونادي فادو ونادي مودينا ونادي سافونا ‏ وSSD Savoia 1908 FC ‏ وASD Imperia ‏ وMontevarchi Calcio Aquila 1902 ‏.